# Betty Trask Award
Betty Trask Award är ett årligt brittiskt litterärt pris som utdelas av The Society of Authors och ges till en debutroman skriven av en medborgare i samväldet och som är under 35 år. Priset instiftades 1983 efter en donation av författarinnan Betty Trask. Priset ges till traditionella- eller kärleksromaner och ska användas till utlandsresor. Sedan 2009 kallas den högsta prissumman Betty Trask Prize.

## Lista över pristagare
Denna lista är ej komplett.
| År   | Författare                  | Bok                                      | Pris    |
| ---- | --------------------------- | ---------------------------------------- | ------- |
| 1984 | Ronald Frame                | Winter Journey                           | £6.750  |
| 1984 | Clare Nonhebel              | Cold Showers                             | £6.750  |
| 1984 | James Buchan                | A Parish of Rich Women                   | £1.000  |
| 1984 | Helen Harris                | Playing Fields in Winter                 | £1.000  |
| 1984 | Gareth Jones                | The Disinherited                         | £1.000  |
| 1984 | Simon Rees                  | The Devil's Looking Glass                | £1.000  |
| 1985 | Susan Kay                   | Legacy                                   | £12.500 |
| 1985 | Gary Armitage               | A Season of Peace                        | £1.000  |
| 1985 | Elizabeth Ironside          | A Very Private Enterprise                | £1.000  |
| 1985 | Alice Mitchell              | Instead of Eden                          | £1.000  |
| 1985 | Caroline Stickland          | The Standing Hills                       | £1.000  |
| 1985 | George Schweiz              | The Earth Abides For Ever                | £1.000  |
| 1986 | Tim Parks                   | Tongues of Flames                        | £9.000  |
| 1986 | Patricia Ferguson           | Family, Myths and Legends                | £4.500  |
| 1986 | Philippa Blake              | Mzungu’s Wife                            | £1.000  |
| 1986 | Matthew Kneale              | Whore Banquets accepted                  | £1,000  |
| 1986 | J F McLaughlin              | The Road to Dilmun                       | £1.000  |
| 1986 | Kate Saunders               | The Prodigal Father                      | £1,000  |
| 1987 | James Maw                   | Hard Luck                                | £8.000  |
| 1987 | Peter Benson                | The Levels                               | £4.500  |
| 1987 | Helen Flint                 | Return Journey                           | £4.500  |
| 1987 | Catherine Arnold            | Lost Time                                | £1.000  |
| 1987 | H.S. Bhabra                 | Gestures                                 | £1.000  |
| 1987 | Lucy Pinney                 | The Pink Stallion                        | £1.000  |
| 1988 | Alex Martin                 | The General Interruptor MS               | £6.500  |
| 1988 | Candia McWilliam            | A Case of Knives                         | £6,500  |
| 1988 | Georgina Andrewes           | Behind the Waterfall                     | £2.000  |
| 1988 | James Friel                 | Left of North                            | £2.000  |
| 1988 | Glenn Patterson             | Burning Your Own                         | £2,000  |
| 1988 | Susan Webster               | Small Tales of a Town                    | £2.000  |
| 1989 | Nigel Watts                 | The Life Game                            | £10.000 |
| 1989 | William Riviere             | Watercolour Sky                          | £5.000  |
| 1989 | Paul Houghton               | Harry’s Last Wedding                     | £2.000  |
| 1989 | Alasdair McKee              | Uncle Henry’s Last Stand                 | £2.000  |
| 1990 | Robert McLiam Wilson        | Ripley Bogle                             | £16.000 |
| 1990 | Elizabeth Chadwick          | The Wild Hunt                            | £3.000  |
| 1990 | Rosemary Cohen              | No Strange Land                          | £3.000  |
| 1990 | Nicholas Shakespeare        | The Vision of Elena Silves               | £3.000  |
| 1991 | Amit Chaudhuri              | A Strange and Sublime Address            | £10.000 |
| 1991 | Mark Swallow                | Teaching Little Fang                     | £7.000  |
| 1991 | Suzannah Dunn               | Quite Contrary                           | £2.000  |
| 1991 | Lesley Glaister             | Honour Thy Father                        | £2.000  |
| 1991 | Nino Ricci                  | Lives of the Saints                      | £2.000  |
| 1991 | Simon Mason                 | The Great English Nude                   | £2.000  |
| 1992 | Liane Jones                 | The Dream Stone                          | £10.000 |
| 1992 | Peter M Rosenburg           | Kissing Through a Pane of Glass          | £5.000  |
| 1992 | Tibor Fischer               | Under the Frog                           | £3.000  |
| 1992 | Eugene Mullan               | The Last of His Line                     | £3.000  |
| 1992 | Edward St Aubyn             | Never Mind                               | £3.000  |
| 1993 | Mark Blackaby               | You’ll Never be Here Again               | £10.000 |
| 1993 | Andrew Cowan                | Pig                                      | £7.000  |
| 1993 | Simon Corrigan              | Tommy Was Here                           | £5.000  |
| 1993 | Joanna Briscoe              | Mothers and Other Lovers                 | £2.000  |
| 1993 | Olivia Fane                 | Landing on Clouds                        | £2.000  |
| 1994 | Colin Bateman               | Divorcing Jack                           | £12.000 |
| 1994 | Nadeem Aslam                | Season of the Rainbirds                  | £10.000 |
| 1994 | Guy Burt                    | After the Hole                           | £1.000  |
| 1994 | Frances Liardet             | The Game                                 | £1.000  |
| 1994 | Jonathan Rix                | Some Hope                                | £1.000  |
| 1995 | Robert Newman               | Dependence Day                           | £10.000 |
| 1995 | Mark Behr                   | The Smell of Apples                      | £8.000  |
| 1995 | Martina Evans               | Midnight Feast                           | £3.000  |
| 1995 | Rohit Manchanda             | A Speck of Coaldust                      | £1.000  |
| 1995 | Juliet Thomas               | THallelujah Jordan                       | £1.000  |
| 1995 | Philippa Walshe             | The Latecomer                            | £1.000  |
| 1995 | Madeleine Wickham           | The Tennis Party                         | £1.000  |
| 1996 | John Lanchester             | The Debt to Pleasure                     | £8.000  |
| 1996 | Meera Syal                  | Anita and Me                             | £7.000  |
| 1996 | Rhidian Brook               | The Testimony of Taliesin Jones          | £5.000  |
| 1996 | Louis Caron Buss            | The Luxury of Exile                      | £5.000  |
| 1997 | Alex Garland                | The Beach                                | £12.000 |
| 1997 | Josie Barnard               | Poker Face                               | £5.000  |
| 1997 | Ardashir Vakil              | Beach Boy                                | £5.000  |
| 1997 | Diran Adebayo               | Some Kind of Black                       | £1.500  |
| 1997 | Sanjida O’Connell           | Theory of Mind                           | £1.500  |
| 1998 | Kiran Desai                 | Hullabaloo in the Guava Orchard          | £10.000 |
| 1998 | Nick Earls                  | Zigzag Street                            | £8.000  |
| 1998 | Phil Whitaker               | Eclipse of the Sun                       | £5.000  |
| 1998 | Gail Anderson-Dargatz       | The Cure for Death by Lighting           | £1.000  |
| 1998 | Tobias Hill                 | Underground                              | £1.000  |
| 1999 | Elliot Perlman              | Three Dollars                            | £7.000  |
| 1999 | Giles Foden                 | The Last King of Scotland                | £4.000  |
| 1999 | Sarah Waters                | Tipping the Velvet                       | £1.000  |
| 1999 | Catherine Chidgey           | In a Fishbone Church                     | £6.000  |
| 1999 | Dennis Bock                 | Olympia                                  | £3.000  |
| 1999 | Rajeev Balasubramanyam      | In Beautiful Disguises                   | £2.500  |
| 2000 | Jonathan Tulloch            | The Season Ticket                        | £10.000 |
| 2000 | Julia Leigh                 | The Hunter                               | £7.000  |
| 2000 | Susan Elderkin              | Sunset Over Chocolate Mountains          | £4.000  |
| 2000 | Galaxy Craze                | By The Shore                             | £2.000  |
| 2000 | Nicholas Griffin            | The Requiem Shark                        | £2.000  |
| 2001 | Zadie Smith                 | White Teeth                              | £6.000  |
| 2001 | Justin Hill                 | The Drink and Dream Teahouse             | £5.000  |
| 2001 | Maggie O'Farrell            | After You'd Gone                         | £5.000  |
| 2001 | Vivien Kelly                | Take One Young Man                       | £4.000  |
| 2001 | Mohsin Hamid                | Moth Smoke                               | £2.500  |
| 2001 | Patrick Neate               | Musungu Jim and the Great Chief Tuloko   | £2.500  |
| 2002 | Hari Kunzru                 | The Impressionist                        | £8.000  |
| 2002 | Rachel Seiffert             | The Dark Room                            | £5.000  |
| 2002 | Shamim Sarif                | The World Unseen                         | £4.000  |
| 2002 | Helen Cross                 | My Summer of Love                        | £2.000  |
| 2002 | Chloe Hooper                | A Child’s Book of True Crime             | £2.000  |
| 2002 | Susanna Jones               | The Earthquake Bird                      | £2.000  |
| 2002 | Gwendoline Riley            | Cold Water                               | £2.000  |
| 2003 | Jon McGregor                | If Nobody Speaks of Remarkable Things    | £10.000 |
| 2003 | Sarah Hall                  | Haweswater                               | £6.000  |
| 2003 | Stephanie Merritt           | Gaveston                                 | £4.000  |
| 2003 | Elizabeth Garner            | Nightdancing                             | £2.000  |
| 2003 | Zoë Strachan                | Negative Space                           | £2.000  |
| 2003 | Adam Thirlwell              | Politics                                 | £1.000  |
| 2004 | Louise Dean                 | Becoming Strangers                       | £8.000  |
| 2004 | Hannah MacDonald            | The Sun Road                             | £6.000  |
| 2004 | Anthony Cartwright          | The Afterglow                            | £3.000  |
| 2004 | Siddharth Dhanvant Shanghvi | The Last Song of Dusk                    | £3.000  |
| 2005 | Susan Fletcher              | Eve Green                                | £16.000 |
| 2005 | Diana Evans                 | 26a                                      | £2.000  |
| 2005 | Helen Walsh                 | Brass                                    | £2.000  |
| 2006 | Nick Laird                  | Utterly Monkey                           | £10,000 |
| 2006 | Nicola Monaghan             | The Killing Jar                          | £5,000  |
| 2006 | Peter Hobbs                 | The Short Day Dying                      | £5,000  |
| 2007 | Will Davis                  | My Side of the Story                     | £10,000 |
| 2007 | Adam Foulds                 | The Truth About These Strange Times      | £2,500  |
| 2007 | Cynan Jones                 | The Long Dry                             | £2,500  |
| 2007 | Julie Maxwell               | You Can Live Forever                     | £2,500  |
| 2007 | Karen Mcleod                | In Search of the Missing Eyelash         | £2,500  |
| 2008 | David Szalay                | London and the South-East                | £10,000 |
| 2008 | Ross Raisin                 | God's Own Country                        | £6,000  |
| 2008 | Thomas Leveritt             | The Exchange Rate Between Love and Money | £2,000  |
| 2008 | Anna Ralph                  | The Floating Island                      | £2,000  |
| 2009 | Samantha Harvey             | The Wilderness                           | £12,000 |
| 2009 | Eleanor Catton              | The Rehearsal                            | £8,000  |
| 2010 | Nadifa Mohamed              | Black Mamba Boy                          | £10,000 |
| 2010 | Evie Wyld                   | After the Fire, A Still Small Voice      | £7,000  |
| 2010 | Jenn Ashworth               | A Kind of Intimacy                       | £1,500  |
| 2010 | Adaobi Tricia Nwaubani      | I Do Not Come to You by Chance           | £1,500  |
| 2011 | Anjali Joseph               | Saraswati Park                           | £10,000 |
| 2011 | Laura Barton                | Twenty-One Locks                         | £6,000  |
| 2011 | Simon Lelic                 | Rupture                                  | £2,500  |
| 2011 | Robert Williams             | Luke and Jon                             | £2,500  |
| 2012 | David Whitehouse            | Bed                                      | £8,000  |
| 2012 | Kalinda Ashton              | The Danger Game                          | £3,000  |
| 2012 | Elizabeth Day               | Scissors, Paper, Stone                   | £3,000  |
| 2012 | Annabel Pitcher             | My Sister Lives on the Mantelpiece       | £3,000  |
| 2012 | Emma Jane Unsworth          | Hungry the Stars and Everything          | £3,000  |
| 2013 | Grace McCleen               | The Land of Decoration                   | £8,000  |
| 2013 | Chibundu Onuzo              | The Spider King's Daughter               | £7,000  |
| 2013 | Francesca Segal             | The Innocents                            | £2,500  |
| 2013 | Will Wiles                  | Care of Wooden Floors                    | £2,500  |
| 2014 | Nathan Filer                | The Shock Of The Fall                    | £10,000 |
| 2014 | NoViolet Bulawayo           | We Need New Names                        | £3,750  |
| 2014 | Sam Byers                   | Idiopathy                                | £3,750  |
| 2014 | Mave Fellowes               | Chaplin and Company                      | £3,750  |
| 2014 | Matt Greene                 | Ostrich                                  | £3,750  |
| 2015 | Ben Fergusson               | The Spring of Kasper Meier               | £10,000 |
| 2015 | Emma Healey                 | Elizabeth is Missing                     | £5,000  |
| 2015 | Zoe Pilger                  | Eat My Heart Out                         | £5,000  |
| 2015 | Simon Wroe                  | Chop Chop                                | £5,000  |
| 2016 | Alex Christofi              | Glass                                    | £10,000 |
| 2016 | Irenosen Okojie             | Butterfly Fish                           | £5,000  |
| 2016 | Natasha Pulley              | The Watchmaker of Filigree Street        | £5,000  |
| 2016 | Lucy Wood                   | Weathering                               | £5,000  |
| 2017 | Daniel Shand                | Fallow                                   | £10,000 |
| 2017 | Rowan Hisayo Buchanan       | Harmless Like You                        | £3,000  |
| 2017 | Elnathan John               | Born on a Tuesday                        | £3,000  |
| 2017 | Kathleen Jowitt             | Speak Its Name                           | £3,000  |
| 2017 | Rob McCarthy                | The Hollow Men                           | £3,000  |
| 2017 | Barney Norris               | Five Rivers Met on a Woooded Plain       | £3,000  |
| 2018 | Sarah Day                   | Mussolini's Island                       | £3,250  |
| 2018 | Clare Fisher                | All the Good Things                      | £3,250  |
| 2018 | Eli Goldstone               | Strange Heart Beating                    | £3,250  |
| 2018 | Omar Robert Hamilton        | The City Always Wins                     | £10,000 |
| 2018 | Lloyd Markham               | Bad Ideas/Chemicals                      | £3,250  |
| 2018 | Masande Ntshanga            | The Reactive                             | £3,250  |